# Bieriezowka (rejon wołogodzki)
Bieriezowka (ros. Березовка) – wieś w Rosji, w rejonie wołogodzkim obwodu wołogodzkiego. W 2010 r. liczyła 5 mieszkańców.